# Пляжи Прадо

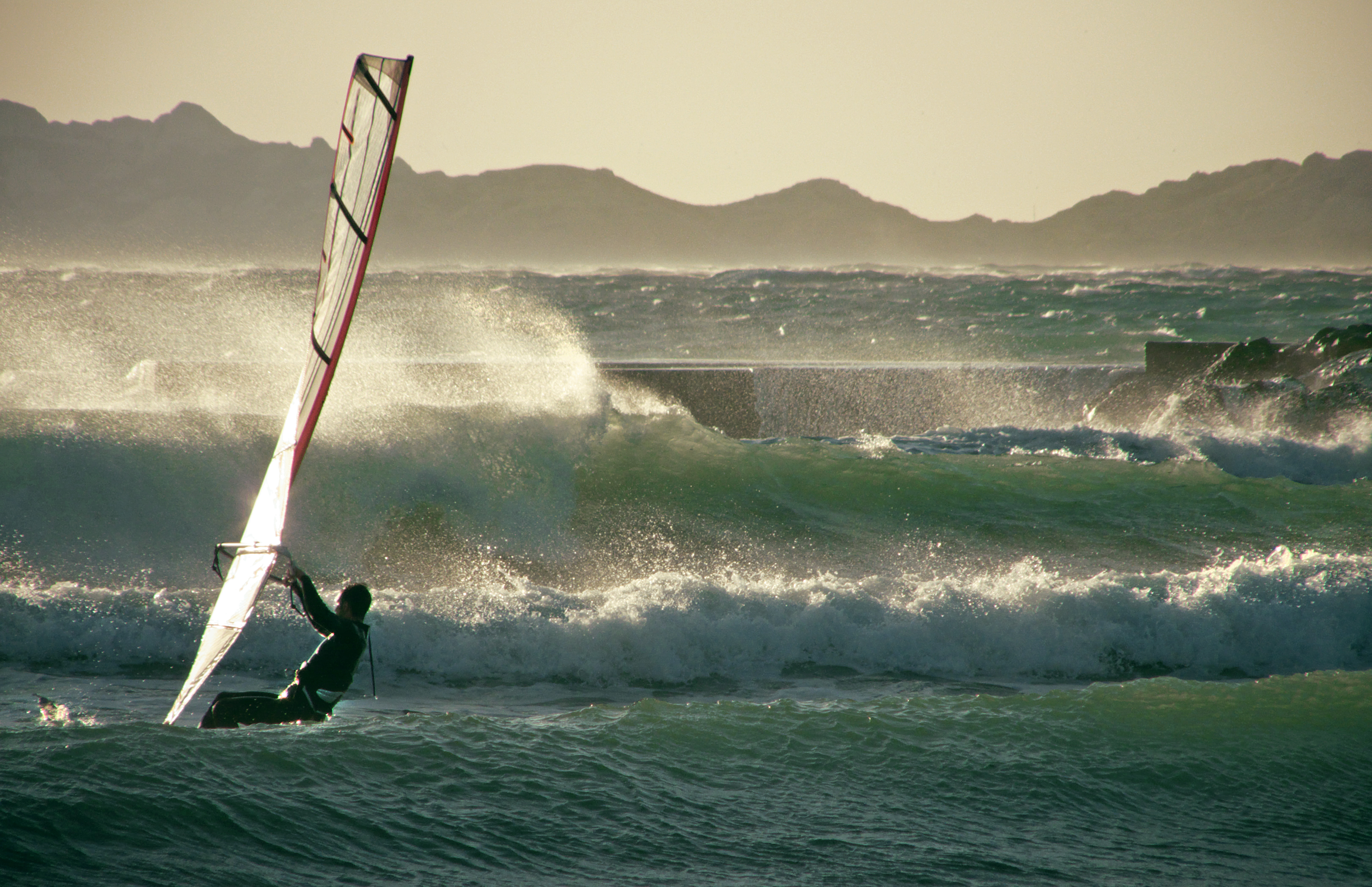
Пляжи Прадо

Пляжи Прадо́ (фр. Plages du Prado) — пляжи, расположенные на побережье Средиземного моря в городе Марсель (Франция). Созданы искусственно, в 1970 году, в виде насыпей из строительного мусора, вырабатываемого при строительстве Марсельского метрополитена. Пляжи возводились с целью ограждения от моря прибрежной пешеходной и автомобильной дорог, страдавших от стихии при штормах и сильном ветре со стороны моря. С другой стороны с помощью этих насыпей от впадения в море огораживался сток вод реки Ивон (фр.), являвшейся на тот момент одной из самых загрязненных во Франции. Позже на месте искусственно созданной бухты были выстроены одни из самых больших в Европе водоочистительных сооружений. В большинстве своем пляжи имеют гравийное покрытие.
В 2008 году на территории пляжей были возведены площадки для пляжного футбола, на которых был проведен Чемпионат мира по этому виду спорта, впервые — за пределами Бразилии. Вместимость главной арены состязаний составила 8 500 зрительных мест.
Также на пляже Прадо проходит один из этапов кубка мира по пляжному волейболу.